# Luciano Bonetti
Luciano Bonetti (Bergamo, 3 febbraio 1948) è un imprenditore, dirigente d'azienda e dirigente sportivo italiano.

## Biografia
Figlio di un commerciante di cereali e laureato in ingegneria elettrotecnica presso il Politecnico di Milano, entra nel 1976 nell'organico della Foppapedretti come responsabile di produzione fino al 1978 quando viene nominato direttore commerciale dell'azienda fondata una trentina d'anni prima dal suocero Ezio Foppa Pedretti. Bonetti ne ha sposato la primogenita, Pinangela. Allarga la produzione ai mobili per giardino affrontando subito un periodo di crisi: non solo c'è la concorrenza della plastica ma l'intero settore vendite si trasferisce in un'azienda bresciana concorrente, la Reguitti. Supera il periodo difficile occupando le nicchie lasciate scoperte dalla plastica nel settore della prima infanzia e acquistando spot televisivi.
Nel 1981 diventa amministratore unico trasformando l'attività dell'azienda da artigianale in industriale con una sessantina di dipendenti ed entrando nel 1985 nel settore dei mobili per la casa con prodotti originali e utili. Il suo slogan è: "Se continui a fare quello che sai fare, non migliorerai mai".. Sono così reinventate scarpiere, scale, assi da stiro, stendibiancheria. S'inventa anche il nuovo marchio dell'azienda, una quercia stilizzata che perennemente germoglia e cresce. È "l'albero delle idee" che poi sarà anche il marchio dei negozi (sei di proprietà e cinque in franchising) in Italia.
Resta amministratore unico fino al 1995, quando, conseguentemente alla trasformazione da S.r.l. a S.p.a., è nominato presidente del CdA del gruppo Foppapedretti (con il nome tutto attaccato) che nel 1996 compra la Reguitti e nel 1998 trasferisce la sede da Telgate nel nuovo quartier generale di Grumello del Monte. Il gruppo comprenderà la Foppapedretti Technology srl (produzione nel settore legno e sede a qualche chilometro di distanza, a Bolgare), L'Albero delle Idee srl (commercio al dettaglio) e Plastikopolis srl (produzione nel settore plastico).
Dal 2003 è presidente del Volley Bergamo, la società di pallavolo femminile sponsorizzata dall'azienda e diventata in pochi anni una delle squadre più blasonate avendo vinto sette volte in Europa la Coppa dei Campioni.
Nel 2015 viene selezionato come "squalo" per la trasmissione televisiva Shark Tank di Italia 1.